# Толфенамовая кислота
Толфенамовая кислота — представитель класса нестероидных противовоспалительных препаратов (НПВС). Используется для лечения симптомов мигрени.